# Ragnarök (tecknad serie)
För andra betydelser, se Ragnarök.
Ragnarök (Raghnarok i original), tecknad serie av Boulet som regelbundet publiceras i tidningen Herman Hedning.

## Handling
Serien handlar om den lille draken Ragnarök som desperat försöker leva upp till sin mammas krav. Han bor i en skog befolkad av all sorts mytologiska väsen från féer till Orker.

## Huvudpersoner
- Ragnarök - Seriens huvudperson. En liten grön drake som inte kan flyga, inte spruta eld eller uppföra sig som en drake ska göra enligt hans mamma.
- Fiolina - Ragnaröks bästa vän. En tonårsfé som är underkänd i alla ämnen i fé-skolan, och som ofta försöker utöva magier som dessvärre går helt fel.
- Roxanne den småjobbiga barbaren - Ragnaröks andra vän. Älskar att döda och hatar Ragnaröks mamma.

## Övriga
- Ragnaröks mamma - Lila drake som inte vill något hellre än att Ragnarök ska växa upp till en hjärtlös mördarmaskin.
- Ragnaröks mormor - Gammal drake som hela dagarna ligger på sin guldhög som hon en gång i tiden stulit av dvärgarna. Pratar hela tiden om "Den gamla goda tiden".
- Carl-Jan - Ängel utsänd av änglaverket för att skaffa nya själar till himlen. Försöker hela tiden få Ragnarök att sälja sin själ till honom.